# Kay Bailey Hutchison
Kay Bailey Hutchison (Galveston, 1943. július 22. –) az Amerikai Egyesült Államok szenátora (Texas, 1993–2013).